# Channon Thompson
Channon Thompson (ur. 29 marca 1994 w San Fernando) – trynidadzko-tobagijska siatkarka. Reprezentantka kraju we wszystkich kategoriach wiekowych. Podczas jednego z meczów juniorskich mistrzostw strefy NORCECA z Kostaryką, sama siatkarka zdobyła 46 punktów. Obecnie występuje w niemieckiej Bundeslidze, w drużynie Allianz MTV Stuttgart.

## Sukcesy klubowe
Puchar Challenge:
- 2015

Mistrzostwo Rosji:
- 2015

## Nagrody indywidualne
- 2010: Najlepsza punktująca Mistrzostw Ameryki Północnej, Środkowej i Karaibów Kadetek